# CCNL1
CCNL1‏ (Cyclin L1) هوَ بروتين يُشَفر بواسطة جين CCNL1 في الإنسان.